# Pedro Poveda
Pedro José Luis Francisco Javier Poveda Castroverde (Linares, Jaén, 3 de diciembre de 1874 - Madrid, 28 de julio de 1936), canonizado por la Iglesia católica en 2003 como san Pedro Poveda, y también conocido simplemente como padre Poveda, fue un sacerdote católico, pedagogo y escritor español, fundador de la Institución Teresiana. Al comenzar la guerra civil española, en julio de 1936, fue detenido en su casa en Madrid en la calle Alameda n.º 8, el 27 de julio y fusilado al día siguiente en las tapias del cementerio de la Almudena. En 1974, centenario de su nacimiento, fue reconocido por la UNESCO como humanista y pedagogo.

## Biografía
Hijo de José Poveda Montes y María Linarejos Castroverde Moreno, Pedro fue el primero de varios hermanos. En 1876 nació José y luego, sucesivamente, Luis, Ana, Cosme y Carlos. Cuando nació, su tía lo presentó ante un cuadro de la Virgen María pidiendo que fuera buen cristiano. Desde muy joven decide ser sacerdote y en 1888 entra en el Seminario de Jaén. En Jaén conoce la labor del Padre Manjón y admira las escuelas que ha abierto en Granada. El seminarista Poveda siente las desigualdades y se conmueve por los niños más pobres. Está convencido de que la educación es la llave para salir de la pobreza.
En 1894 obtiene una beca para estudiar en el Seminario de Guadix (Granada), donde fue ordenado sacerdote el 17 de abril de 1897. Siendo aún seminarista acostumbra visitar el barrio de las cuevas en Guadix donde inicia una labor social, educativa y misionera, trasladándose posteriormente a vivir en una de las cuevas. Aporta recursos, predica misiones populares y despierta la sensibilidad de toda la ciudad por la situación de indigencia de esta zona, por ese tiempo muy diferenciada en desarrollo con el resto de la ciudad.
En 1902, convencido de la importancia de la educación, funda las Escuelas del Sagrado Corazón para niños pobres, aplicando los métodos de la Escuela Nueva contextualizados para aquella población, al estilo de las Escuelas del Ave María, del Padre Manjón. El rechazo de la burguesía y parte del clero a la reconocida acción social del joven sacerdote le hacen salir de Guadix.
En 1906 Pedro Poveda es nombrado canónigo de la Basílica de Santa María la Real de Covadonga. Allí comienza un proyecto para preparar profesores cristianos laicos capacitados para evangelizar a través de la educación y la cultura. Investiga, lee, estudia y publica diversos escritos sobre la problemática educativa y la formación del profesorado.

### Academias
En Gijón, en 1911, abre una Academia Pedagógica para maestros y, preocupado por la promoción de la mujer cuyo papel educativo considera esencial, pone también en marcha una Academia Femenina para estudiantes de Magisterio.
En 1913 se publica en Linares (Jaén), Alrededor de un proyecto, recopilación de escritos de P. Poveda de entre 1911 y 1913 sobre el problema social y pedagógico del momento. En 1913 vive en Jaén, siendo canónigo de la Catedral y profesor del Seminario. También, en octubre de este año inaugura en Linares un Centro Pedagógico. Posteriormente abre en Jaén una nueva "Academia de Santa Teresa" para estudiantes de Magisterio y cuenta para su dirección con la ayuda de Josefa Segovia Morón recién graduada en la Escuela Superior de Magisterio. Son los primeros pasos de lo que llegará a ser la Institución Teresiana, tomando en peso la misión de los seglares en la Iglesia. A esta etapa de 1914 a 1919 pertenecen algunos de sus más importantes escritos de espiritualidad.

### Madrid
Nombrado Capellán Real en 1921, se traslada a Madrid, donde trabaja activamente en la Comisión Nacional contra el Analfabetismo, con las estudiantes y profesorado de las Academias, con las personas en situación de marginación, en colaboración de María de Echarri, periodista y creadora de los sindicatos femeninos católicos. Desde el 24 de mayo de 1930, forma parte de la Hermandad del Refugio de Madrid para servir a los pobres y a los niños huérfanos y abandonados.
Pedro Poveda se relaciona con distintas asociaciones de maestros y participa en múltiples actividades del mundo educativo. Durante los años 30 interviene decisivamente en la Asociación de Maestros Católicos y de la Federación de Amigos de la Enseñanza (FAE). Impulsa asimismo la Asociación Nacional de Padres de Familia, convencido de la importancia que tienen los distintos agentes educativos y especialmente la familia.
La Institución Teresiana es aprobada por el papa Pío XI en 1924 como Pía Unión de Fieles de carácter internacional. Actualmente esta figura canónica ha pasado a ser la de Asociación Privada de Fieles y sus miembros hombres y mujeres que, desde sus diversas profesiones y especialmente en el ámbito de la educación y la cultura, trabajan por la transformación humana y social, según el Evangelio. Desde el principio, la formación de la mujer ha sido un campo preferente y un elemento multiplicador de su acción.
Tras la aprobación pontificia de 1924, se le confía a la Institución la organización de las Estudiantes Católicas y de las Juventudes Femeninas Universitarias, pertenecientes a la naciente Acción Católica Femenina. Impulsa el espíritu misionero, donde contará con la inestimable ayuda de Magdalena Martín-Ayuso Navarro.
Josefa Segovia Morón es desde 1919 la directora general de la Institución Teresiana, colaborando estrechamente en la difusión de la obra pedagógica y espiritual de Pedro Poveda. En 1928 tres miembros de la Institución Teresiana viajan a Chile para hacerse cargo de un centro de formación de profesorado gracias al empeño y colaboración de Adela Edwards Salas.
En 1930 entra a formar parte de la Hermandad del Refugio de Madrid, dedicando parte de su tiempo a las tareas caritativas de la Hermandad.
En 1931 Pedro Poveda conoció a Josemaria Escrivá, con quien mantuvo una fluida relación en relación con las experiencias prácticas en torno a los problemas concretos que surgían en los primeros años del Opus Dei. Poveda le comentaba a Escrivá como había solucionado algunos aspectos esenciales para la Institución Teresiana.

### Muerte martirial y canonización

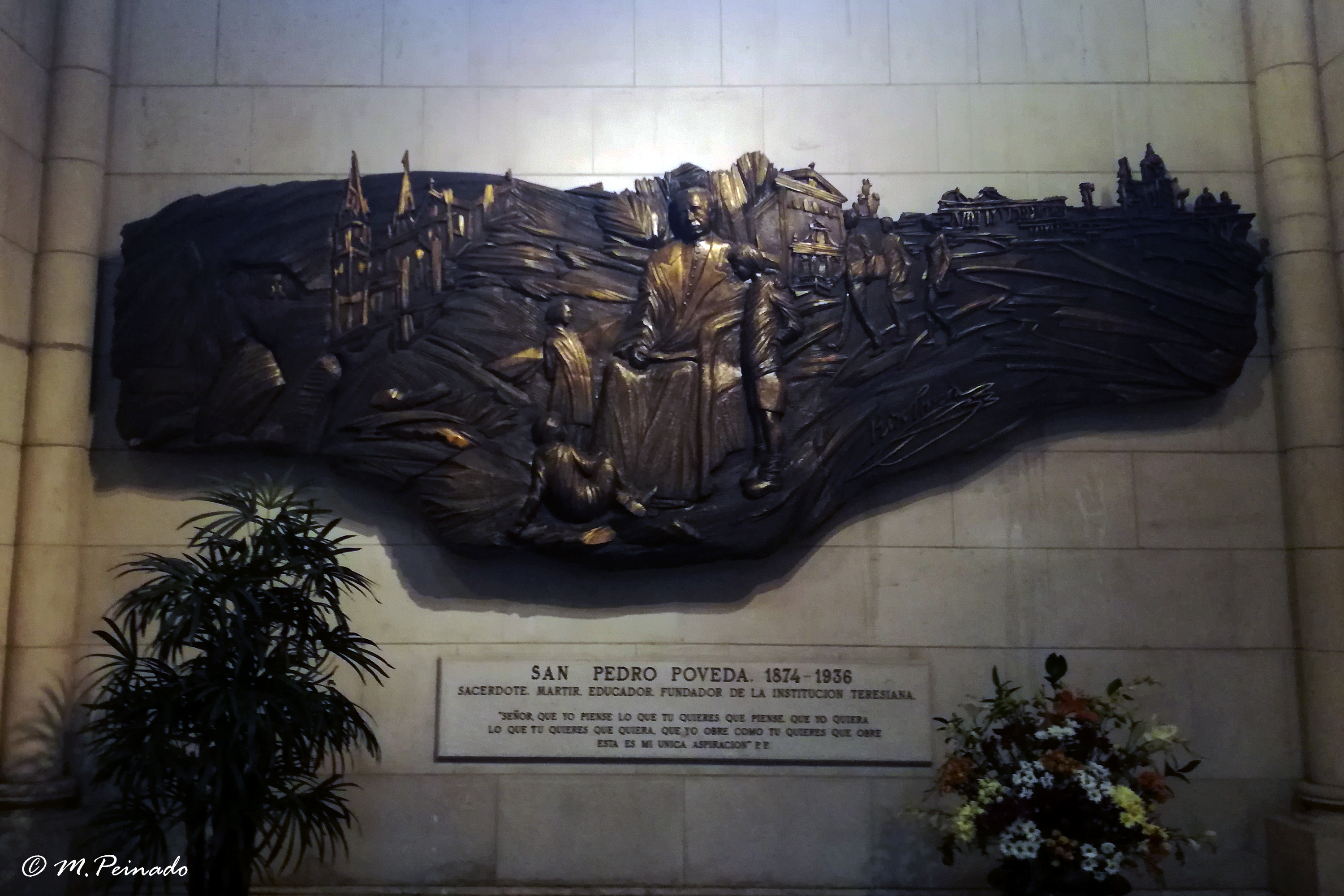
Relieve en bronce en la capilla de San Pedro Poveda en la Catedral de la Almudena.

Pedro Poveda murió fusilado en Madrid el 28 de julio de 1936, a los 61 años de edad. Dos miembros de la Institución Teresiana encontraron su cadáver en el cementerio del Este, llamado actualmente Cementerio de la Almudena. Sus últimas palabras fueron: "Soy sacerdote de Cristo".
El 21 de abril de 1955 se abrió el proceso de beatificación, siendo directora general de la Institución Josefa Segovia. Fue beatificado en Roma el 10 de octubre de 1993 junto a Victoria Díez y Bustos de Molina, también miembro de la Institución Teresiana, y canonizado en Madrid el 4 de mayo de 2003, por el papa Juan Pablo II. Sus restos reposan actualmente en la capilla del Centro Santa María de Los Negrales, de la Institución Teresiana, en la sierra de Guadarrama a 45 kilómetros de Madrid.

## En la cultura popular

### Internet
La presencia de San Pedro Poveda en internet y en redes sociales puede rastrearse desde el sitio web de la Institución Teresiana. o desde la página propia de San Pedro Poveda

### Película
En el año 2016 se estrenó la película Poveda, dirigida por Pablo Moreno Hernández, que presenta la figura del sacerdote, humanista y pedagogo. Comienza narrando su controvertida labor socioeducativa en las cuevas de Guadix en favor de las familias, niños y niñas, para ayudarles a salir de las condiciones de marginación y exclusión social. Siguen en el film los momentos vividos en Covadonga, la Academia de Jaén y el paso a Madrid con la consolidación de la Institución y la detención y muerte del Fundador.

### Musical
En 1994, con los textos de Inés Carbajal y música de Carlos Martínez Voces, se grabó el musical titulado "Amigo de la brisa", basado en la vida y obra de Pedro Poveda. Producido artísticamente por Freddy Valbuena y Carlos M. Voces, y ejecutivamente por la Institución Teresiana, fue grabado en los Estudios Caskabel de León por Raúl Ferreras y editado en formato casete bajo el propio sello "Caskabel". En esta grabación musical participaron numerosas voces, entre las que cabe destacar, en los papeles principales, Javier Goicoetxea (Pedro Poveda), Eva Frade (Josefa Segovia) y Soledad Vander-vorst (Muerte).

## Obra escrita
- Poveda, Pedro (1965).  Ángeles Galino Carrillo, ed. Itinerario pedagógico de Pedro Poveda. Consejo Superior de Investigaciones Científicas. ISBN 978-84-00-00417-0.
- Poveda, Pedro (1971).  María Dolores Gómez Molleda, ed. Pedro Poveda, hombre interior. Interciencia. ISBN 978-84-7243-148-5.
- Poveda, Pedro (1980).  Traducción María Brossa, ed. A sol batent (en catalán). Narcea. ISBN 978-84-277-0388-9.
- Poveda, Pedro (1981).  Encarnación González, ed. Avisos espirituales de Santa Teresa de Jesús. ISBN 978-84-300-4538-9.
- Poveda, Pedro (1981).  Encarnación González, ed. Pedro Poveda. Artículos informativos. ISBN 978-84-300-4539-6.
- Poveda, Pedro (1982). Consideraciones. Publicaciones de la Institución Teresiana. ISBN 978-84-300-7213-2.
- Poveda, Pedro (1986). Consejos. Publicaciones de la Institución Teresiana. ISBN 978-84-398-6832-3.
- Poveda, Pedro (1989). Folletos. Publicaciones de la Institución Teresiana. ISBN 978-84-404-4787-6.
- Poveda, Pedro (1993).  María Dolores Gómez Molleda, ed. Amigos fuertes de Dios. Narcea Ediciones. ISBN 978-84-277-1035-1.
- Poveda, Pedro (1995).  Gómez Molleda, María Dolores, ed. Vivir como los primeros cristianos. Narcea Ediciones. ISBN 978-84-277-1131-0.
- Poveda, Pedro (1997).  Encarnación González, ed. Jesús, maestro de oración. Biblioteca Autores Cristianos. ISBN 978-84-7914-302-2.
- Poveda, Pedro (1999). Viver como os primeiros cristâos (en portugués). Narcea. ISBN 978-84-277-1176-1.
- Poveda, Pedro (2001).  Encarnación González, ed. Jesús maestro de oración. Biblioteca Autores Cristianos. ISBN 978-84-7914-597-2.
- Poveda, Pedro (2004). Escuelas del Sagrado Corazón de Jesús. Publicaciones del Archivo de la Institución Teresiana. ISBN 978-84-609-1921-6.
- Poveda, Pedro (2005).  María Dolores Gómez Molleda et al., ed. Creí, por esto hablé. Narcea. ISBN 978-84-277-1515-8.
- Poveda, Pedro (2008). La voz del amado. Publicaciones del Archivo de la Institución Teresiana. ISBN 978-84-613-0083-9.
- Poveda, Pedro (2008). La voz del amado. Publicaciones del Archivo de la Institución Teresiana. ISBN 978-84-612-9991-1.
- Poveda, Pedro (2009).  María Dolores Gómez Molleda et al., ed. Obras I. Creí, por eso hablé. Narcea. ISBN 978-84-277-1625-4.
- Poveda, Pedro (2009). En provecho del alma. Publicaciones del Archivo de la Institución Teresiana. ISBN 978-84-613-7121-1.
- Poveda, Pedro (2009). Visita a la Santina. Publicaciones del Archivo de la Institución Teresiana. ISBN 978-84-613-7120-4.
- Poveda, Pedro (2010).  D. Gómez Molleda, ed. Amigos fuertes de Dios. Narcea. ISBN 978-84-277-1035-1.
- Poveda, Pedro (2011).  María Dolores Gómez Molleda, ed. Tengo algo que decirte. Narcea. ISBN 978-84-277-1800-5.
- Poveda, Pedro (2011).  María Dolores Gómez Molleda, ed. Tengo algo que decirte. Narcea Ediciones. ISBN 978-84-277-1807-4.
- Poveda, Pedro (2012).  María Dolores Gómez Molleda, ed. Vivir como los primeros cristianos. Narcea. ISBN 978-84-277-1131-0.
- Poveda, Pedro (2012).  Carmen Rita García Fernández et al., ed. Obras V. Epistolario, 1898-1917. Narcea. ISBN 978-84-277-1833-3.
- Poveda, Pedro (2012).  Traducción: Teresa Iglesias y Catherine Boylan, ed. Selected spiritual writings (en inglés). Narcea. ISBN 978-84-277-1884-5.
- Poveda, Pedro (2016).  Margarita Bartolomé Pina et al., ed. Obras II. Ensayos y proyectos pedagógicos. Narcea. ISBN 978-84-277-2160-9.

#### Biografías
- Gómez Molleda, Dolores (2003). Pedro Poveda, hombre de Dios. Madrid: Narcea Ediciones. ISBN 9788427714274.
- Rodríguez Abancéns, Marisa (2003). Pedro Poveda: Mansedumbre y provocación. Madrid: Narcea Ediciones. ISBN 9788427714304.
- González Rodríguez, Mª Encarnación (2016). San Pedro Poveda en la génesis de la Institución Teresiana. Madrid: BAC. ISBN 978-84-220-1567-3.

Libros de la serie Cuadernos biográficos de Pedro Poveda:
- Velázquez Bonilla, Flavia Paz (1986). Raíces linarenses. Narcea. ISBN 9788427707221.
- Velázquez Bonilla, Flavia Paz (1986). En los cerros de Guadix. Narcea. ISBN 9788427707443.
- Velázquez Bonilla, Flavia Paz (1987). Meditación de Covadonga. Narcea. ISBN 9788427707641.
- Velázquez Bonilla, Flavia Paz (1987). Proyectos pedagógicos. Narcea. ISBN 9788427707887.
- Velázquez Bonilla, Flavia Paz (1996). Las Academias. Narcea. ISBN 9788427711617.
- Velázquez Bonilla, Flavia Paz (1997). Una institución se abre camino. Narcea. ISBN 9788427712126.
- Velázquez Bonilla, Flavia Paz (2002). Sal de tu tierra. Narcea. ISBN 9788427713802.
- Velázquez Bonilla, Flavia Paz (2003). Pedro Poveda en Madrid: Arraigo y expansión de una idea. Narcea. ISBN 9788427713819.

#### Sobre su obra y escritos
- Samaniego Boneu, Mercedes (1977). «El reformismo educativo de inspiración cristiana». La política educativa de la Segunda República durante el bienio azañista. Editorial CSIC. pp. 36-39. ISBN 9788400036331.
- Fernández Ramos, Felipe (1989). Espiritualidad bíblica en "Consideraciones" de Pedro Poveda. Narcea Ediciones. ISBN 9788427708679.
- del Valle López, Ángela (1995). «Una pedagogía para la educación integral en la obra de Pedro Peveda: desarrollo de las capacidades y actitudes físicas». Historia de la educación: Revista interuniversitaria (14): 173-196. Consultado el 30 de diciembre de 2015.
- Jiménez-Landi, Antonio (1996). «Un pedagogo católico: Pedro Poveda Castroverde». La Institución Libre de Enseñanza y su ambiente: Periodo de expansión influyente. Edicions Universitat Barcelona. p. 71. ISBN 9788489365995.
- Flecha García, Consuelo (2003). «Pedro Poveda, memoria de un educador». Cuenta y razón (128): 41-48. Consultado el 30 de diciembre de 2015.
- Galino Carrillo, Ángeles (2003). Humanismo pedagógico de Pedro Poveda. Madrid: Narcea Ediciones. ISBN 9788427713161.
- Osoro, Carlos (2003). Siguiendo las huellas de Pedro Poveda. Sacerdotes en la entraña de nuestra cultura. Madrid: Narcea Ediciones. ISBN 9788427714250.
- Pego Puigbó, Armando (2007). «Pedro Poveda en clave historiográfica: un debate cultural y pedagógico del siglo XX». Hispania sacra 59 (120): 707-740. Consultado el 30 de diciembre de 2015.
- Gómez Molleda, María Dolores (2008). Cristianos en la sociedad laica: Una lectura de los escritos espirituales de Pedro Poveda. Narcea Ediciones. ISBN 9788427715790.[38]
- Montero Díaz, Mercedes (2009). «El acceso de la mujer española a la universidad y su proyección en la vida pública (1910-1936): comparación de las iniciativas de Pedro Poveda y de la Institución Libre de Enseñanza». Anuario de historia de la Iglesia (18): 311-324. Consultado el 30 de diciembre de 2015.
- Flecha García, Consuelo (2009). «Mujeres y ciencia en la propuesta de Pedro Poveda». Doctor Buenaventura Delgado Criado: pedagogo e historiador. Edicions Universitat Barcelona. p. 547. ISBN 9788447532568.
- Estévez López, Elisa (2011). «Ser la sal de la Tierra: espiritualidad laical en el pensamiento de Pedro Poveda».  En García de Castro, José; Madrigal, Santiago, ed. Mil gracias derramando: Experiencia del Espíritu ayer y hoy. Univ Pontifica Comillas. p. 267. ISBN 9788484683629.
- Bartolomé Pina, Margarita (2012). «Imaginar y construir la educación: aportaciones desde Pedro Poveda». Crítica 62 (982): 72-75. Consultado el 30 de diciembre de 2015.
- Bartolomé Pina, Margarita (2013). «Pedro Poveda, educador». Crítica (987): 149-150. Consultado el 30 de diciembre de 2015.
- Sánchez Caro, José Manuel (2013). «Pedro Poveda, el arte de leer la Escritura». Salmanticensis 60 (3): 411-452. Consultado el 30 de diciembre de 2015.
- Bartolomé Pina, Margarita (3ª edición 2017). Un amigo valiente Pedro Poveda. Madrid: Narcea. ISBN 9788427714243.
- Gómez Molleda, María Dolores (2018). Pedro Poveda y nosotros. Un equipaje espiritual para cristianos laicos. Madrid: Narcea. ISBN 9788427724426.
- Estévez López, Elisa. Coord. (2019). Una extra-ordinaria singularidad. Itinerarios de espiritualidad laical en Pedro Poveda. Madrid: Narcea Ediciones. ISBN 9788427726352.